# Sheryl Lee
Sheryl Lynn Lee (Augsburgo, 22 de abril de 1967) é uma atriz norte-americana nascida na Alemanha Ocidental. 
Ela ficou conhecida por ter interpretado Laura Palmer e Madeleine "Maddy" Ferguson na série de televisão Twin Peaks, e por ter repetido seu papel como Laura Palmer no filme prequela Twin Peaks: Fire Walk with Me. Destaca-se também por seus papéis nos filmes Backbeat, Vampiros de John Carpenter e Winter's Bone, e por seus papéis nas séries LA Doctors, Kingpin, One Tree Hill e Dirty Sexy Money. 
Em 1992, interpretou Salomé na peça Salome apresentada no Circle in the Square Theatre, sua personagem sendo sobrinha do personagem de Al Pacino.

## Início da vida

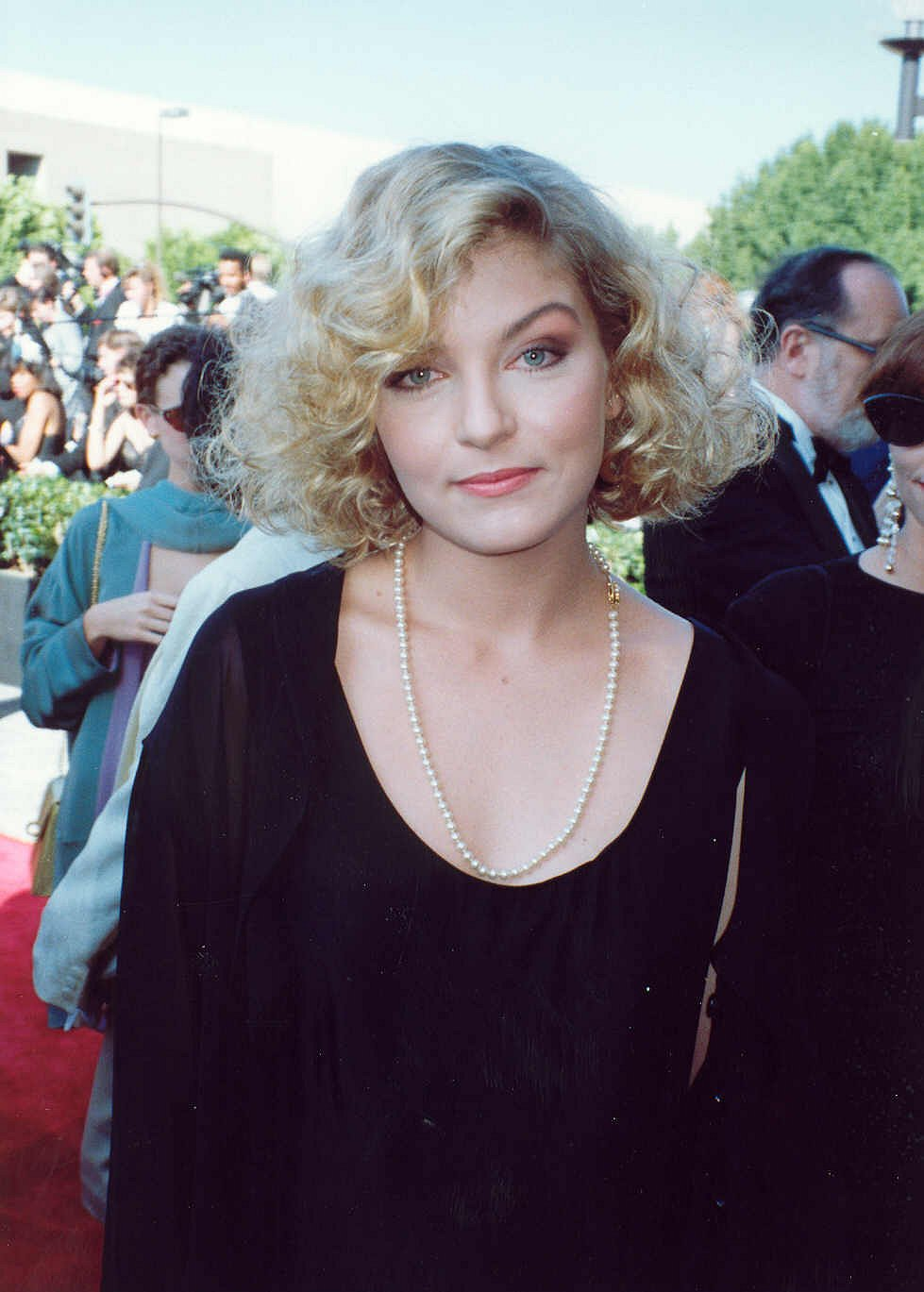
Sheryl Lee no 42º Emmy Awards (1990).

Sheryl Lee nasceu em Augsburgo, Baviera, Alemanha Ocidental, filha de um arquiteto e uma artista. Ela cresceu em Boulder, Colorado, Estados Unidos, onde se graduou na Fairview High School (classe de 1985). Depois da graduação, se mudou para Pasadena, Califórnia, onde estudou na American Academy of Dramatic Arts, e mais tarde frequentou a University of North Carolina School of the Arts, a National Theatre Conservatory em Denver, e a Universidade do Colorado. Depois de vários anos de estudo, mudou-se para Seattle, Washington, onde atuou em várias peças de teatro.

## Vida pessoal
Foi casada com o fotógrafo Jesse Diamond, filho do cantor e compositor Neil Diamond. Eles têm um filho, Elijah (nascido em 2 de maio de 2000).
Em 2007, foi diagnosticada com a doença Neutropenia e teve que dar um tempo na carreira, o que resultou em dificuldades financeiras.

### Trabalho de caridade e ativismo ambiental
Sheryl Lee é membro ávido da PETA (Pessoas pelo Tratamento Ético dos Animais) e fez assertivamente campanha contra o uso de pele e maus-tratos de animais.
Em 15 de novembro de 2000, ela esteve presente no lançamento da campanha "Why Are We Here?", de conscientização à proteção da biodiversidade.
Em 3 de dezembro de 2003, participou do evento "Goodwill Gala: 50 Years of Celebrity Advocacy" do UNICEF (Fundo das Nações Unidas para a Infância), para arrecadar dinheiro para a Audrey Hepburn Children's Fund. Em 7 de novembro de 2004, ela foi um dos organizadores do evento "Get Your Grape On!" para o UNICEF, uma degustação de vinhos à noite beneficiando o UNICEF.
Em outubro de 2008, se juntou a celebridades como Courteney Cox e Julianne Moore para arrecadar dinheiro à investigação do cancro de mama através da campanha "(3º) Project Pink" da Munchkin.
Em 14 de maio de 2011, participou da marcha de conscientização sobre as mudanças climáticas promovida pela iMatter e Earth Guardians em Denver, Colorado.
Em 2011, apoiou o projeto "Ride for Renewables" do ativista ambiental Tom Weis para promover Energia renovável.
Em setembro de 2011, atendeu a captação de recursos "Sustainable Living Association's 3rd Annual Blue & Green Ball" e a "12th Sustainable Living Fair" em Fort Collins, Colorado, em que foi realizada uma discussão sobre sustentabilidade entre ela e o ativista ambiental Alec Loorz.
Em dezembro de 2011, defendeu a proteção dos lobos e apoiou a campanha "Wolves in the American West" da organização ambiental WildEarth Guardians.
Em setembro de 2012, assinou a carta aberta do ativista ambiental Tom Weis 'pedindo ao presidente Barack Obama e ao governador Mitt Romney para retirarem o seu apoio à construção da perna sul do oleoduto, um gasoduto que transportaria areias betuminosas de Montana para o Texas. Outros signatários incluíram o climatologista James Hansen e os atores Daryl Hannah, Mariel Hemingway e Ed Begley Jr..
Em 8 de dezembro de 2012, interpretou poemas escritos por si mesma como parte de um desempenho colaborativo junto com a artista Marina DeBris, dançarina Maya Gabay, e musicista Marla Leigh, para a ONU Mulheres (apoiada pelo USNC) "First Annual Special Assembly: Women, Climate Change, and Human Rights".

## Filmografia
| Televisão | Televisão                 | Televisão                                 | Televisão                                                                         |
| Ano       | Título                    | Personagem                                | Notas                                                                             |
| --------- | ------------------------- | ----------------------------------------- | --------------------------------------------------------------------------------- |
| 2017      | Twin Peaks                | Laura Palmer                              | Elenco principal                                                                  |
| 2012      | Perception                | Lacey Penderhalt                          | Episódio 3, Temporada 1                                                           |
| 2010      | Psych                     | Dr. Donna Gooden                          | Episódio 12, Temporada 5                                                          |
| 2010      | Lie to Me                 | Janet Brooks                              | Episódio 17, Temporada 2                                                          |
| 2007–2009 | Dirty Sexy Money          | Andrea Smithson / Andrea Darling          | Episódios 7, 8, 9, Temporada 1 Episódios 1, 3, 4, 5, 6, 7, 8, 9 e 12, Temporada 2 |
| 2007      | State of Mind             | Leslie Petrovsky                          | Episódio 1                                                                        |
| 2006      | CSI: NY                   | Ellen Garner                              | Episódio 9, Temporada 3                                                           |
| 2006      | House, M.D.               | Stephanie                                 | Episódio 2, Temporada 3                                                           |
| 2005–2006 | One Tree Hill             | Elizabeth 'Ellie' Harp                    | Episódio 23, Temporada 2 Episódios 2, 3, 4, 5, 10, 11, 12 e 13, Temporada 3       |
| 2004      | Desperate Housewives      | Mary Alice Young                          | Episódio piloto (Unaired)                                                         |
| 2003      | Without a Trace           | Tina Hodges                               | Episódio 10, Temporada 2                                                          |
| 2003      | Kingpin                   | Marlene McDillon Cadena                   | Elenco principal                                                                  |
| 1998–1999 | L.A. Doctors              | Dra Sarah Church                          | Elenco principal                                                                  |
| 1994      | AAAHH!!! Real Monsters    | Atriz (voz)                               | Episódio 3, Temporada 1                                                           |
| 1994      | Dr. Quinn, Medicine Woman | Catherine / Shivering Deer                | Episódio 15, Temporada 2                                                          |
| 1992      | Red Shoe Diaries          | Kate Lyons                                | Episódio 8, Temporada 1                                                           |
| 1990–1991 | Twin Peaks                | Laura Palmer / Madeleine "Maddy" Ferguson | Elenco principal                                                                  |

| Cinema | Cinema                         | Cinema                 | Cinema                                           |
| Ano    | Título                         | Personagem             | Notas                                            |
| ------ | ------------------------------ | ---------------------- | ------------------------------------------------ |
| 2016   | Dead Ink Archive               | Alley                  | Curta-metragem                                   |
| 2016   | Café Society                   | Karen Stern            |                                                  |
| 2014   | The Makings of You             | Judy                   |                                                  |
| 2014   | Jackie & Ryan                  | Miriam                 |                                                  |
| 2014   | Twin Peaks: The Missing Pieces | Laura Palmer           | Cenas deletadas de Twin Peaks: Fire Walk with Me |
| 2014   | White Bird in a Blizzard       | May                    |                                                  |
| 2011   | Texas Killing Fields           | Lucie Sliger           |                                                  |
| 2010   | Winter's Bone                  | April                  |                                                  |
| 2007   | Manchild                       | Mary                   | Telefilme                                        |
| 2006   | The Secrets of Comfort House   | Wendy                  | Telefilme                                        |
| 2005   | Paradise, Texas                | Betsy Kinney           |                                                  |
| 2002   | Children on Their Birthdays    | Elinore Murphy         |                                                  |
| 2001   | Hitched                        | Eve Robbins            | Telefilme                                        |
| 1999   | Angel's Dance                  | Angelica Chaste        |                                                  |
| 1998   | Dante's View                   | Sam Kingsley           |                                                  |
| 1998   | Kiss the Sky                   | Andy                   |                                                  |
| 1998   | Vampiros de John Carpenter     | Katrina                |                                                  |
| 1997   | The Blood Oranges              | Fiona                  |                                                  |
| 1997   | Bliss                          | Maria                  |                                                  |
| 1997   | David                          | Bate-Seba              | Telefilme                                        |
| 1997   | This World, Then the Fireworks | Lois Archer            |                                                  |
| 1996   | Mother Night                   | Helga Noth / Resi Noth |                                                  |
| 1995   | Notes from Underground         | Liza                   |                                                  |
| 1995   | Follow the River               | Mary Draper Ingles     | Telefilme                                        |
| 1995   | Homage                         | Lucy Samuel            |                                                  |
| 1995   | Fall Time                      | Patty / Carol          |                                                  |
| 1994   | Don't Do It                    | Michelle               |                                                  |
| 1994   | The Can                        | ...                    |                                                  |
| 1994   | Guinevere                      | Genebra                | Telefilme                                        |
| 1994   | Backbeat                       | Astrid Kirchherr       |                                                  |
| 1992   | Jersey Girl                    | Tara                   |                                                  |
| 1992   | Twin Peaks: Fire Walk with Me  | Laura Palmer           |                                                  |
| 1991   | Love, Lies and Murder          | Patti Bailey           | Telefilme                                        |
| 1990   | Wild at Heart                  | Bruxa Boa              |                                                  |
| 1988   | He's No Hero                   | Liz                    |                                                  |
| 1987   | The Pink Chiquitas             | Pink Chiquita          |                                                  |

| Videogames | Videogames                                  | Videogames       | Videogames |
| Ano        | Título                                      | Notas            |            |
| ---------- | ------------------------------------------- | ---------------- | ---------- |
| 2010       | BioShock 2                                  | Vozes adicionais |            |
| 1994       | Murder Mystery 4: Who Killed Taylor French? | Lucie Fairwell   |            |
| 1994       | Murder Mystery 3: Who Killed Brett Penance? | Lucie Fairwell   |            |

## Prêmios e indicações
| Ano  | Prêmio                                       | Categoria                                       | Trabalho                      | Resultado |
| ---- | -------------------------------------------- | ----------------------------------------------- | ----------------------------- | --------- |
| 1992 | 8th Soap Opera Digest Awards                 | Best Prime Time Death Scene                     | Twin Peaks                    | indicada  |
| 1993 | Prêmio Saturno                               | Melhor Atriz em cinema                          | Twin Peaks: Fire Walk with Me | indicada  |
| 1993 | Independent Spirit Awards                    | Best Female Lead                                | Twin Peaks: Fire Walk with Me | indicada  |
| 1995 | Festival Sundance de Cinema                  | Spirit of Sundance Award — for her body of work |                               | Venceu    |
| 1999 | Prêmio Saturno                               | Melhor Atriz Coadjuvante em cinema              | Vampiros de John Carpenter    | indicada  |
| 2004 | Prism Awards                                 | Performance in a TV Movie or Miniseries         | Kingpin                       | indicada  |
| 2010 | 20th Annual Gotham Independent Film Awards   | Best Ensemble                                   | Winter's Bone                 | Venceu    |
| 2010 | Southeastern Film Critics Association Awards | Best Ensemble                                   | Winter's Bone                 | indicada  |
| 2010 | Detroit Film Critics Society                 | Best Ensemble                                   | Winter's Bone                 | Venceu    |
| 2010 | 15th San Diego Film Critics Society Awards   | Best Ensemble                                   | Winter's Bone                 | indicada  |
| 2010 | Alliance of Women Film Journalists           | Best Ensemble                                   | Winter's Bone                 | indicada  |